# Štefanje
Štefanje falu és község Horvátországban Belovár-Bilogora megyében.

## Fekvése
Belovártól légvonalban 14, közúton 18 km-re délnyugatra, a Belovárt Csázmával összekötő 43-as számú főút mentén fekszik.

## A község települései
A községhez Štefanjén kívül Blatnica, Daskatica, Donja Šušnjara, Gornja Šušnjara, Laminac, Narta, Starine és Staro Štefanje települések tartoznak.

## Története
A település kezdetei a 11. századig nyúlnak vissza. 1094-ben kelt Szent László adománylevele, melyben Štefanjét az általa alapított zágrábi püspökségnek adja. Temploma 1242-ben épült, első írásos említése 1334-ben a zágrábi püspökséghez tartozó plébániák összeírásában történt „ecclesia sancti Stephani” alakban. A falut és templomát a 16. század első felében még többször is megemlítik, de 1552-ben a térséget megszálló török az egész települést elpusztította. A lakosság az ország biztonságosabb északnyugati részeire menekült.
A falu a török kiűzése után a 17. században, 1640 és 1650 között települt újra horvát katolikus lakossággal. Ekkor építették újjá a középkori templomot és alapították meg ismét a štefanjei plébániát. Az 1767-es egyházi vizitáció már megemlíti a falu tanítóját Jány Pétert is, aki nagyon művelt ember volt, hiszen a horvát mellett latinul és magyarul is beszélt. Az oktatás ekkor még magánházaknál zajlott. 1774-ben az első katonai felmérés térképén „Dorf Stephanie” néven szerepel. A Horvát határőrvidék részeként a Kőrösi ezredhez tartozott. Lipszky János 1808-ban Budán kiadott repertóriumában „Steffanye” a neve.  
Nagy Lajos 1829-ben kiadott művében ugyancsak „Steffanye” néven 60 házzal, 313 katolikus vallású lakossal találjuk. A település 1809 és 1813 között francia uralom alatt állt.
A katonai közigazgatás megszüntetése után Magyar Királyságon belül Horvátország része, Belovár-Kőrös vármegye Belovári járásának része lett. A településnek 1857-ben 258, 1910-ben 625 lakosa volt. 1918-ban az új szerb-horvát-szlovén állam, majd később Jugoszlávia része lett. 1941 és 1945 között a németbarát Független Horvát Államhoz, majd a háború után a szocialista Jugoszláviához tartozott. A háború után a fiatalok elvándorlása miatt lakossága folyamatosan csökkent. 1991-től a független Horvátország része. 1991-ben csaknem teljes lakossága horvát volt. A délszláv háború idején mindvégig horvát kézen maradt. 2011-ben a falunak 336, a községnek összesen 2030 lakosa volt, akik főként mezőgazdaságból éltek.

## Lakossága
| Lakosság változása | Lakosság változása | Lakosság változása | Lakosság változása | Lakosság változása | Lakosság változása | Lakosság változása | Lakosság változása | Lakosság változása | Lakosság változása | Lakosság változása | Lakosság változása | Lakosság változása | Lakosság változása | Lakosság változása | Lakosság változása |
| ------------------ | ------------------ | ------------------ | ------------------ | ------------------ | ------------------ | ------------------ | ------------------ | ------------------ | ------------------ | ------------------ | ------------------ | ------------------ | ------------------ | ------------------ | ------------------ |
| 1857               | 1869               | 1880               | 1890               | 1900               | 1910               | 1921               | 1931               | 1948               | 1953               | 1961               | 1971               | 1981               | 1991               | 2001               | 2011               |
| 258                | 663                | 734                | 451                | 586                | 625                | 579                | 666                | 671                | 699                | 626                | 544                | 465                | 434                | 410                | 336                |

## Nevezetességei
- Szent István első vértanú tiszteletére szentelt római katolikus plébániatemploma[7] a falu központjában áll. A templom középkori eredetű, 1242-ben közvetlenül a tatárjárás után építették, de a középkori templomot a török a 16. században lerombolta. A mai templom a horvát lakosság betelepítése után 1640 és 1650 között épült barokk stílusban, felszentelése 1805-ben történt. Nagyon szép a főoltár, melynek központi alakja a Fájdalmas Szűzanya szobra karjaiban a halott Jézussal. Szent István vértanú szobra felette látható, rajta kívül az oltárt még hat szobor díszíti. Orgonáját 1909-ben építették Heferer mester zágrábi műhelyében. A helyi hagyomány úgy tartja, hogy ebben a templomban temették el a muhi csatában súlyos sebet szerzett Kálmán herceget IV. Béla király öccsét.
- A faluban található egy több száz éves hársfa, melyet a nép török hársnak nevez.

## Kultúra
Zvon kulturális egyesület